# Bướm cánh tuyết
Bướm cánh tuyết (tên khoa học Tagiades litigiosa) là một loài bướm thuộc họ Hesperiidae được tìm thấy ở Ấn Độ.
Ấu trùng ăn các loài Dioscorea oppositifolia, Dioscorea alata và Smilax.

## Thư viện ảnh

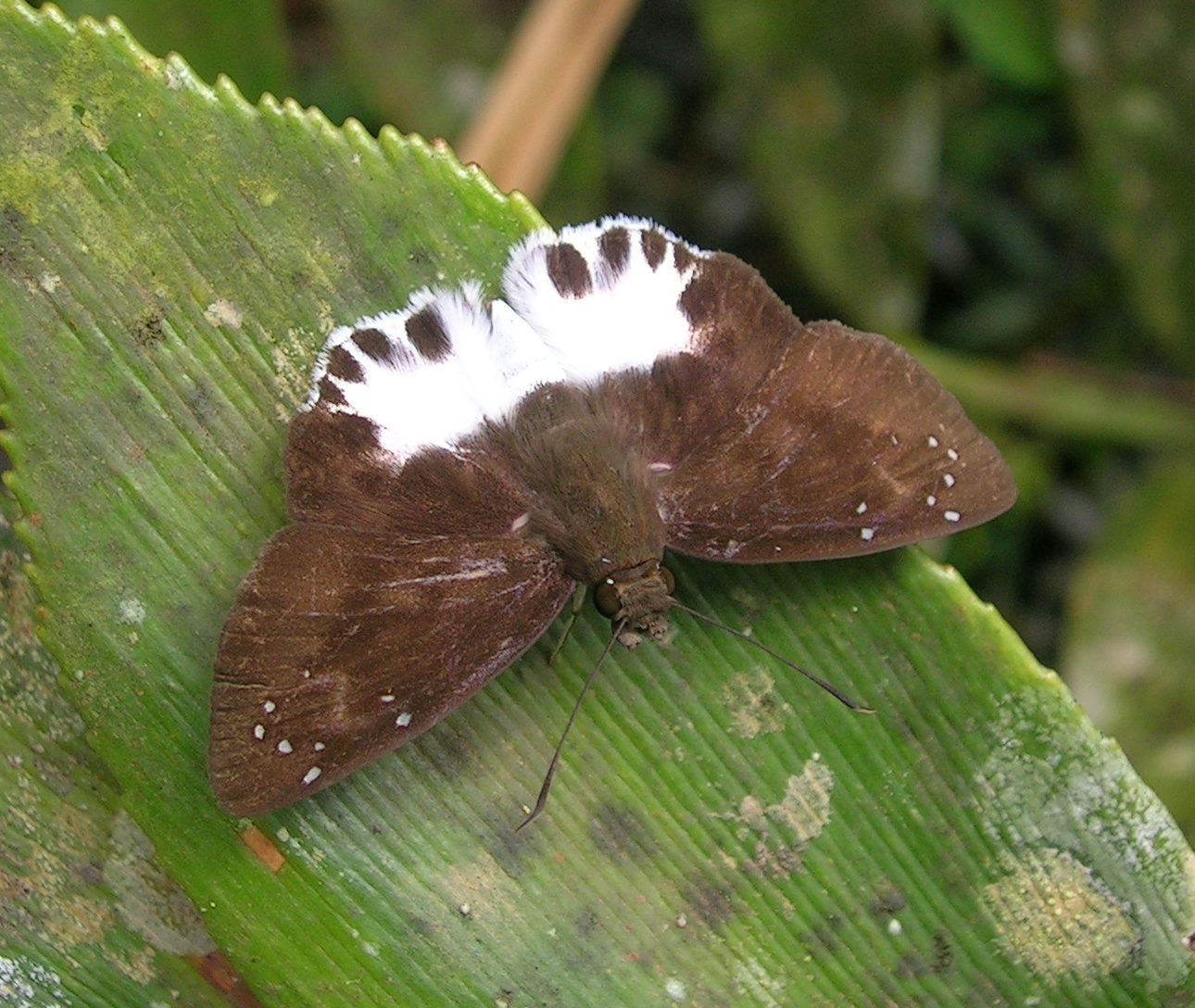
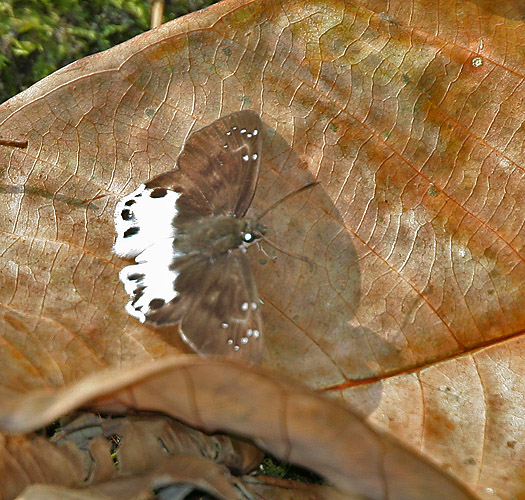
Ở Jayanti, Khu bảo tồn Buxa Tiger, huyện Jalpaiguri, Tây Bengal, Ấn Độ.